# Canada aux Jeux olympiques d'été de 1972
L'équipe olympique du Canada participe aux Jeux olympiques d'été de 1972 à Munich. Elle y remporte cinq médailles : deux en argent et trois en bronze, se situant à la vingt-septième place des nations au tableau des médailles. Le judoka Doug Rogers est le porte-drapeau d'une délégation canadienne comptant 208 sportifs (158 hommes et 50 femmes).

## Engagés par sport

### Équitation
- Lorraine Stubbs

### Judo
- Doug Rogers